# Municipio de Donegal (condado de Butler)
El municipio de Donegal (en inglés, Donegal Township) es un municipio del condado de Butler, Pensilvania, Estados Unidos. Tiene una población estimada, a mediados de 2023, de 1774 habitantes.

## Geografía
Está ubicado en las coordenadas 40°55′17″N 79°43′59″O / 40.92139, -79.73306 (40.9215, -79.733063).

## Demografía
Según la estimación 2018-2022 de la Oficina del Censo, los ingresos medios de los hogares son de $81,458 y los ingresos medios de las familias son de $93,472. Alrededor del 5.4% de la población está por debajo de la línea de pobreza.